# الناضور (الكريفات)
الناضور هو دُوَّار يقع بجماعة كريفات، إقليم الفقيه بن صالح، جهة بني ملال خنيفرة في المملكة المغربية. ينتمي الدوّار لمشيخة الكريفات التي تضم 6 دواوير. يقدر عدد سكانه بـ 3589 نسمة حسب الإحصاء الرسمي للسكان والسكنى لسنة 2004.

## روابط خارجية
- البوابة الوطنية للجماعات الترابية
- المندوبية السامية للتخطيط